# Nizam al-Mulk
Abu Ali al-Hasan al-Tusi Nizām al-Mulk, född 1017, död 1092, var en persisk storvesir under seldjuksultanen Alp Arslan.

## Biografi
Nizam al-Mulk föddes i en rik persisk familj och fick en gedigen grundutbildning. Efter avslutade studier fick Nizam al-Mulk anställning hos Alp Arslán redan innan dennes trontillträde. 
När Sultan Alparslan utnämnde honom till vesir fick han smeknamnen "Nizamülmülk", "Kıvâmüddevle, ve'd-dîn" och "Razi emir al-muminin" av Abbasid Khalifah Kaim-Biemrillah.  Hans far, Ali b. Ishak, var amir av Tus för Ghaznaviderna och dihkan i staden Nukan. Nizamülmülk förlorade sin mor som spädbarn och hans far tog hand om hans utbildning. Det finns inga bevis för att hans far var mycket fattig och därför inte kunde ta hand om sina barns utbildning.
Nizamülmulk tjänstgjorde tillsammans med sin far vid sidan av Ebü'l-Fazl Sûri, Ghaznavidernas guvernör i Khorasan. Efter slaget vid Dandanakan reste Nizamülmulk och hans far från Tus till Hüsrevcird och sedan till Ghazni. När hela Khorasan föll i händerna på Seljukerna, gick far och son in i Seljukernas tjänst. Nizamülmulk tjänstgjorde en tid i administrativa befattningar under Malik Alparslan's vizier Abu Ali Ahmed b. Shadan. Senare gick han till Merv till Chagri Beg, far till Alparslan med vilken han hade en nära relation. Det sägs att när Chagri Beg presenterade Nizamülmulk för sin son Alparslan bad han honom att acceptera honom som en far. (Ibn Hallikan, I, 395).
Efter Chagri Begs död 1059 ledde Nizamülmulk Khorasan under Tughrul Beys tid 1040-1063. Under tronstriden mellan Alparslan och hans bror Süleyman stödde Nizamülmulk Alparslan och fångade hans uppmärksamhet med sin administrativa och politiska förmåga. En månad efter att Alparslan besteg tronen avskedade han Kündürî och utnämnde Nizamülmulk till hans efterträdare  7 december 1063. Nizamülmulk deltog i alla Alparslans fälttåg utom slaget vid Malazgirt och spelade en viktig roll i att vinna dessa slag och kväsa Kutalmish's uppror.
Han hade stor betydelse för att Melikshah skulle ta tronen genom att eliminera hans rivaler. Han gjorde kampen mot Hasan Sabbah och hans anhängare till en statlig politik som utgjorde en allvarlig fara för det stora Seljukriket under sultan [Melikshahs tid. Innan han inledde en militär operation mot Hasan Sabbah skickade han ett brev där han bad honom att sluta med sina aktiviteter, annars skulle han förstöra hans fästningar. Hasan Sabbah svarade sultanen med att anklaga Nizamülmulk för intriger.

## Konflikt med sultanen och död
Nizamülmulk, som hade fullständig kontroll över statsförvaltningen under sin långa tid som storvesir, störde vissa statstjänstemän som klagade till sultanen om Nizamülmulks administrativa beslut och hans barn och slavs övertagande av viktiga positioner. Melikshah kallade Nizamülmulk till sig och lyssnade på honom efter dessa klagomål. Varje gång fann han honom oskyldig och ökade hans befogenheter och bestraffade klagarna hårt. Terken Hatun och visiren Tâcülmülk, efter att ha fått stöd från Müstevfî Mecdülmülk och Ârızu'l-ceyş Sedîdülmülk, började öppet tala mot Nizamülmulk när de insåg att klagomålen inte ledde någonstans. Terken Hatun ville utse sin son Mahmud till tronarvinge och såg Nizamülmulk som det enda hindret för det. Hon försökte påverka sultanen för att få honom att tappa förtroendet för Nizamülmulk. Nizamülmulks motståndare informerade sultanen om att hans barn och män hade blivit en stat under staten och att folket var missnöjda med detta. De försökte skapa en brytning mellan Melikshah och Nizamülmulk. Sultanen skickade ett meddelande till Nizamülmulk och hotade med att avsätta honom om han inte skulle sluta överskrida sina befogenheter och bli en medhärskare. Nizamülmulk, som tidigare hade lugnat Melikshah med visdomsord, svarade nu till sultanen på ett hårt sätt att om han avsattes från sin position som vezir skulle hans tron och stat också försvinna. Trots denna spänning avsatte inte Melikshah honom. Muhammed b. Ali er-Ravendi påstår att Nizamülmulk avsattes på Terken Hatuns begäran och Tâcülmülk ersatte honom, men det är inte sant (Râhatü's-sudûr, I, 135). Efter händelsen reste Melikshah, Nizamülmulk, Terken Hatun, Tâcülmülk och andra statsmän från Isfahan till Bagdad.
Nizamülmulk mördades av en assasin vid namn Abu Tahir al-Rani när de stannade i byn Sehne (Suhne) nära Nihavend 14 oktober 1092. Hans kropp fördes till Isfahan och begravdes i hans grav. Det sägs att Melikshah, Terken Hatun och Hasan Sabbah var bland dem som beställde mordet. Men vissa källor säger att Melikshah var mycket ledsen över Nizamülmulks död och svor att han inte var inblandad i händelsen (se Özaydın, Sultan Berkyaruk, s. 9-10).
Nizamülmulks död gjorde folket och armén upprörda, och därför var  Melikshah tvungen att gå runt i lägret för att lugna ner dem. Många poeter, inklusive Ebü'l-Heycâ, skrev elegier för honom. Nizamülmulk anses vara den första statsmannen som dödades av Batini-sekten. Trettiofem dagar efter Nizamülmulks död dog Sultan Melikşah 19 november 1092, och Nizamülmulks ord om att hans krona och tron skulle försvinna när han avsattes som vesir tolkades som ett under. Nizamülmülks barn, inklusive Fahrülmülk, İmâdülmülk, Müeyyidülmülk, İzzülmülk och Ziyâülmülk, samt hans barnbarn, har blivit visirer i både stora Seljukerna och Abbasiderna och har också blivit placerade i viktiga statliga positioner.

## Personlighet
Nizamülmülk, känd för sin rättvisa, administrativa förmåga, generositet, visdom och goda moral, var noga med att skydda folkets rättigheter och arbetade för att förhindra att människor utsattes för orättvisor och övergrepp. Han ville att statens dörrar alltid skulle vara öppna för klagomål från allmänheten. Han respekterade lärda och sufier, välkomnade dem och njöt av att delta i deras sällskap. Till skillnad från sin föregångare Kündürî, avslutade han politiken att följa Ash'arites och Shafi'ites för att eliminera sektkonflikter, vilket ledde till att lärda som Abdülkerîm el-Kuşeyrî och Ebü'l-Meâlî İmâmü'l-Haremeyn el-Cüveynî återvände till sina hemländer (Ibnü'l-Esîr, X, 33). Nizamülmülk, inklusive kämpade mot Hasan Sabbah och Batini-rörelsen, med militära, politiska och akademiska metoder, vilket gjorde honom till en fiende för Batini-rörelsen.
Det sägs att titeln "atabeg", som först uppträdde som en tjänstetitel under Seljukerna, först gavs till Nizamülmülk. Det är dock omtvistat när och av vem denna titel tilldelades honom. Vissa historiker anser att Alp Arslan gav honom titeln "ilig, ata, hâce" efter segern vid Malazgirt (İA, I, 712). I vissa verk anges det att Melikshah som hade en viktig roll i Nizamülmülks tronbestigning, gav honom titeln. İbnü'l-Asir säger att Nizamülmülk efter att Melikshah besteg tronen, besegrade upproret från Kavurd Bey, och att Melikşah som belöning gav honom kläder och gåvor och lade till staden Tus till hans egendomar. När soldaterna som besegrade Kavurd Bey tog folket som fångar, förklarade Nizamülmülk för sultanen Melikşah om de skadliga konsekvenserna av att ta människors egendom, och sultanen gav honom frihet att vidta lämpliga åtgärder, eftersom han ansåg att han hade delegerat alla statliga angelägenheter till honom och betraktade honom som sin far. Sultanen tilldelade också honom titeln "atabeg" (el-emîrü'l-vâlid) bland andra epitet (el-Kâmil, X, 79-80).
Nizamülmülk utvecklade och organiserade iktasystemet ( "Iktasystemet var en form av landtilldelning och skatteuppbörd som användes i det muslimska riket under medeltiden. Landet tilldelades till militära ledare och deras soldater i utbyte mot deras tjänst i armén".)  genom att förena turkisk-islamiska element. Militära iktasystemet applicerades för första gången i den stora Seljukdynastin 1073 tack vare hans ansträngningar och spreds över hela landet från 1087. Genom att tilldela jordbruksområden till iktas och tilldela deras inkomster till soldaterna, bidrog Nizamülmülk till att höja landets välstånd (Bundari, s. 59).
Nizamülmülk, som spelade en viktig roll i många krig under Sultan Alparslan och Melikshahs tid, betonade vikten av armén och gjorde den stora Seljukdynastins armé till en av de mest kraftfulla arméerna inte bara i sin tid utan också i medeltiden. Han organiserade och etablerade centrumet (divan) och palatsorganisationen för de stora Seljukdynasterna, baserade på Samanid och Ghaznavid staternas organisation, och etablerade domstolar i enlighet med islamiska traditioner (Uzunçarşılı, s. 20-63). Nizamülmülk, som spelade en viktig roll i att förbättra förhållandena mellan stora Seljukdynastin och Abbasiderna, arbetade i harmoni med Sultan Alparslan under hela sin regeringstid och samarbetade också med Melikshah fram till slutet av sin tid. Stora Seljukdynastin nådde sin höjdpunkt under Melikshahs tid tack vare hans ansträngningar.
Nizamülmülk har en viktig plats i Islamisk utbildningshistoria. Han strävade efter att främja vetenskapens utveckling genom att etablera de första officiella utbildningsinstitutionerna under sitt eget namn, kända som "Nizamiye madrasas", i olika städer, särskilt i Bagdad 1067. Han donerade böcker och tilldelade mark till dessa skolor (Ibn al-Athir, X, 29). Han försökte avslöja de skadliga effekterna av Shia-batinismen och sprida och stärka Sunnismen. Nizamülmülk, som är känd som den första ministern som byggde en madrasa i historien, var också engagerad i hadith-rapporter och organiserade möten i olika städer för att skriva hadither. Tolv hadither som han lät skriva i Nizamiye madrasa i Bagdad den 10 april 1087 och tolv andra som han lät skriva i Mehdî-moskén i Bagdad den 15 maj 1087 har bevarats fram till idag. 
Nizamülmülk är känd för sitt verk "Siyasetname" (Siyerü'l-mülûk), som ger information om islamisk kultur och civilisation, olika islamiska stater och särskilt om den stora seldjukiska staten. Melikshah öppnade en tävling för att skriva en bok om statsstyre och han gillade Nizamülmüks verk "Siyasetname", som publicerades 1092. Nizamülmülk sa att han organiserade "Siyasetname" i femtio kapitel som behandlar ämnen om statens organisation och administration, och att detta verk innehåller mycket användbar information som alla borde läsa. Han sa också att ingen härskare kan ignorera detta verk och att boken gör det lättare att hantera religiösa och världsliga frågor.
En del av exemplen och berättelserna som presenteras i "Siyasetname" tillhör perioden före islam, en stor del tillhör perioden före seldjukerna, och en del tillhör seldjukernas period. Nizamülmülk framhåller att han jämför olika perioders praktik och väljer det mest idealiska för sin egen tid. Verket "Siyasetname" (nasîhatü'l-mülûk) anses vara ett av de finaste exemplen på sitt slag och har väckt historikernas intresse sedan tidiga tider. Det har blivit publicerat i olika utgåvor och översättningar.